# Lundbeckfonden
Lundbeckfonden er en dansk erhvervsdrivende fond. Med en samlet værdi over 65 mia. kr. er fonden blandt Danmarks største. 
Lundbeckfonden blev stiftet i 1954 af Grete Lundbeck. Hun var enke efter grundlæggeren af H. Lundbeck A/S.
Fonden støtter danskbaseret sundhedsvidenskabelig forskning med op mod 500 mio. kr. årligt og har et særligt fokus på hjernen. Fonden uddeler hvert år The Brain Prize, som er en personlig forskerpris på 10 millioner kroner, til en eller flere forskere, der har udmærket sig inden for neurovidenskaben.
Lundbeckfonden ejer kontrollerende aktieposter i Lundbeck, ALK og Falck, samt investerer i en række biotekselskaber.

## Historie
Lundbeckfonden blev stiftet i 1954 af Grete Lundbeck, der var enke efter grundlæggeren af H. Lundbeck A/S. Fonden blev stiftet med det formål at sikre og udbygge Lundbeck-koncernens virksomhed, men der var også et ønske om at støtte videnskabelige formål inden for sundheds- og naturvidenskaberne.
I den oprindelige fundats fra 1957 skulle hovedparten af fondens indtægter:
“anvendes til lægevidenskabelig forskning, det være sig enkeltpersoner eller institutioner eller til forskningsopgaver indenfor H. Lundbeck & Co. A/S eller koncernselskaber, alt efter bestyrelsens bestemmelse."
I de første år foretog Lundbeckfonden ingen uddelinger, da de årlige overskud blev overført til at opbygge fondens formue.
Lundbeckfonden foretog sine første uddelinger i 1962, hvor fem læger modtog i alt 15.000 kr. Siden er fondens uddelinger til sundhedsvidenskabelig forskning vokset til godt 500 mio. kr. årligt.
I 1999 blev H. Lundbeck børsnoteret, og siden har Lundbeckfonden ejet 70 procent af aktierne i virksomheden. Desuden ejer fonden kontrollerende aktieposter i allergivirksomheden ALK-Abelló A/S og sikrings- og redningskoncernen Falck A/S.

## Bestyrelse og direktion
Søren Skou har siden 2025 været formand for Lundbeckfonden. Lene Skole, tidligere CFO i Coloplast, har været adm. direktør siden 2014, hvor hun afløste Christian Dyvig.

### Formænd i Lundbeckfonden
- 1954-1965 Grete Lundbeck
- 1965-1973 Erik Birger Christensen
- 1974-1979 Børge Sørensen
- 1979-1979 Aage Kann Rasmussen (konstitueret)
- 1979-1982 Olaf Thrane
- 1982-1987 Per Søltoft
- 1987-1993 Niels Harboe
- 1993-1995 Torben Grandt
- 1995-2003 Sven Dyrløv Madsen
- 2003-2008 Arne V. Jensen
- 2008-2011 Mogens Bundgaard-Nielsen
- 2011-2012 Mikael Rørth
- 2012-2020 Jørgen Huno Rasmussen
- 2020-2025 Steffen Kragh
- 2025-     Søren Skou

## Erhvervsaktiviteter
Lundbeckfonden ejer kontrollerende aktieposter i H. Lundbeck, ALK samt Falck. Fondens øvrige aktiviteter er inddelt i områderne

### Strategiske ejerskaber
- H. Lundbeck
- ALK
- Falck
- Ferrosan Medical
- Ellab
- WS Audiology

### Lundbeckfonden BioCapital
Lundbeckfonden BioCapital er Lundbeckfondens enhed for biotekinvesteringer. De fungerer som en evergreen venturekapitalfond, der støtter udvikling og kommercialisering af banebrydende forskning inden for life science.
De har fokus på at opdage videnskabelige gennembrud, udvikle nye lægemidler og bidrage til væksten i det danske biotek-økosystem. Investeringerne dækker alle udviklingsstadier – fra idé til klinisk validering – og understøtter virksomhederne langsigtet for at skabe værdi for både aktionærer og samfundet.

### Invest
Lundbeckfondens frie midler: ca. 23 mia. kr. Formuen er spredt på forskellige aktivklasser, men er primært investeret i likvide aktier og obligationer.

## Uddelinger
Lundbeckfonden uddeler hvert år over 500 mio. kr. til danskbaserede forskningsprojekter indenfor sundhedsvidenskabelig forskning. Hjernesundhed er et særligt indsatsområde for fonden.
Lundbeckfonden støtter desuden projekter inden for forskningsformidling.
Fra 2013-2019 blev Politikens Undervisningspris uddelt i samarbejde med Lundbeckfonden.
Uddelinger per år: 
- 2023: 592 mio kr.
- 2022: 550 mio kr.
- 2021: 803 mio kr.
- 2020: 600 mio kr.
- 2019: 666 mio kr. [12]
- 2018: 571 mio kr. [12]
- 2017: 507 mio kr[13]
- 2016: 493 mio kr[4]
- 2015: 442 mio kr[5]
- 2014: 474 mio kr[6]
- 2013: 376 mio kr[7]
- 2012: 482 mio kr[8]

## Priser

### The Brain Prize
Lundbeckfonden uddeler hvert år The Brain Prize, som er en personlig forskerpris på 10 mio. kroner, til en eller flere forskere, der har udmærket sig ved et fremragende bidrag til neurovidenskaben, og som stadig er aktive indenfor forskning. The Brain Prize blev uddelt første gang i 2011 og det er verdens største hjerneforskningspris.

### Yngre Forskerpris
Lundbeckfondens Yngre Forskerpris er en personlig hæderspris på 300.000 kr. til en yngre forsker under 40 år samt 700.000kr. til prismodtagerens forskning. Prisen uddeles én gang om året som anerkendelse til en særligt lovende forsker, der har præsteret fremragende sundheds- eller naturvidenskabelig forskning. 
Modtagere
- 2001: Søren Nielsen
- 2002: Jesper Wengel
- 2003: Jacob Rosenberg
- 2004: Jens Hjorth
- 2005: Claus Hviid Christensen
- 2006: Hans Braüner-Osborne
- 2007: Bjørk Hammer
- 2008: Blagoy A. Blagoev
- 2009: Niels Mailand
- 2010: Lars Juhl Jensen
- 2011: Eske Willerslev
- 2012: Mads Hald Andersen
- 2013: Darach Watson
- 2014: Tom Gilbert
- 2015: Robert A. Fenton
- 2016: Alexander Zelikin
- 2017: Janine Erler
- 2018: Ane B. Fisker
- 2019: Simon Bekker-Jensen
- 2020: Søren Dinesen Østergaard
- 2021: Emil Fosbøl
- 2022: Christoffer Laustsen
- 2023: Tor Biering-Sørensen
- 2024: Andreas Hougaard Laustsen-Kiel

### Talentpriser
Lundbeckfondens talentpriser gives hvert år til 3-5 yngre forskere under 30 år. Prisen, der er en personlig hæderspris på 100.000 kr. samt 200.000 kr. til prismodtagerens forskning, uddeles til forskere, som har præsteret særlig lovende forskning indenfor sundheds- eller naturvidenskab. 

### Lundbeckfonden Fellowships
Lundbeckfonden uddeler hvert år 5-8 stipendier til særligt lovende unge forskere, som er kvalificerede til at etablere eller udbygge en forskergruppe. Hvert fellowship finansieres med 10 mio. kr. og løber over fem år.

### Lundbeckfondens Professorer
Lundbeckfonden har med denne uddeling fokus på de allerbedste forskere indenfor neurovidenskab og på at opbygge et stærkt forskningsmiljø i Danmark indenfor hjerneforskning. Der blev i 2023 uddelt 80 mio til tre professorer. 